# Der Zar läßt sich photographieren
Der Zar läßt sich photographieren ist eine Komische Oper (opera buffa) in einem Akt von Kurt Weill (op. 21). Das Libretto verfasste Georg Kaiser. Die Uraufführung fand am 18. Februar 1928 am Leipziger Neuen Theater statt. Eine weitere Aufführung gab es am 25. März im thüringischen Altenburg.

## Entstehung und Geschichte
Weill verstand den Einakter „Der Zar läßt sich photographieren“, sein letztes durchkomponiertes Bühnenwerk, als Beitrag zum Typus der „Zeitoper“. Er hielt diesen für nötig, um „die Bühne endgültig zu technifizieren, das Theater in der Form, im Geschehen und im Gefühl aufzulockern“.
Wann oder von wem der Begriff „Zeitoper“ geprägt wurde, ist nicht bekannt. Weill selbst beklagte, er sei mehr Schlagwort als  Beschreibung. Das kurzlebige Operngenus gehört jedoch eindeutig in die Zeit der Weimarer Republik. Es spielt in der Gegenwart, weist Gegenwartscharaktere vor und hat meist komische, wenn nicht satirische Handlungen zum Inhalt. Angestrebt wird dazu leichte musikalische Zugänglichkeit, die durch den Einsatz moderner musikalischer Formen erzielt werden soll, wie sie in der zeitgenössischen Tanzmusik und im Jazz vorkommen.
Kurt Weill stellt sein Stück als „Opera buffa“ vor und signalisiert damit von Anfang an seine komödiantische Absicht. „So wird aus einem Politkrimi mit Attentatsvorbereitungen schließlich die Parodie auf die schrägen politischen Verhältnisse in irgendeinem Reich irgendeines Zaren.“
Nach 1933 durfte die Oper in Deutschland nicht mehr gespielt werden.

## Handlung
Madame Angèle betreibt in Paris ein bekanntes Fotoatelier. Ein Gehilfe und ein Lehrling stehen ihr zur Seite. Eines Tages erhält sie einen Anruf, durch den ihr mitgeteilt wird, in wenigen Minuten werde der Zar von Russland bei ihr eintreffen, um sich von ihr fotografieren zu lassen. Während sie mit ihren Mitarbeitern Vorbereitungen trifft, klingelt es an der Tür, und fünf Männer mit einer Frau und einem minderjährigen Jungen, der sich zu wehren scheint, stürzen herein. Bewaffnet erzwingen die Männer, dass Madame ihnen das Atelier überlässt. Sie fesseln und knebeln das Personal und schaffen es in den Nebenraum. In die Kamera installieren sie eine Schießanlage und verbinden sie mit dem Auslöser. Offenkundig plant die Bande ein Attentat auf den Zaren.
Es ist soweit: Der Zar betritt das Atelier. Die Männer haben sich inzwischen versteckt, sodass die Frau mit dem Zaren alleine zu sein scheint. Doch dieser hat es mit dem Fotografiertwerden überhaupt nicht eilig. Stattdessen genießt er am Fenster den Ausblick auf Paris und will sich mit der Fotografin unterhalten. Schließlich verfällt er auch noch auf die Idee, selbst als Fotograf aufzutreten, bevor von ihm ein Bild geschossen wird. Als Objekt seiner Begierde hat er die Madame auserkoren, die ihm zusehends immer besser gefällt. Von ihr will er ein Bild mit in seine Heimat nehmen. Er wird immer zudringlicher und will sie küssen. Beinah glaubt er sich am Ziel seiner Wünsche, als sie eine Platte mit dem „Tango Angèle“ auf das Grammophon legt.
Nach etlichen Streitereien zwischen dem Zaren und der „Chefin“ des Ateliers bemerkt die Bande, dass das Haus von Sicherheitskräften umstellt ist. Jetzt gibt es nur noch ein Ziel: die Flucht.
Im Nebenzimmer gelingt es der richtigen Madame, sich von ihren Fesseln zu befreien. Die Polizei rüttelt bereits an der verschlossenen Tür. Aus Angst davor, ihren guten Ruf zu verlieren, soll sie nichts über den unliebsamen Vorfall erfahren. Madame eilt an die Kamera und drückt auf den Auslöser. Es folgt ein ohrenbetäubender Schuss. Polizisten dringen ein und verlangen eine Erklärung. Madame gelingt es, sie mit fadenscheinigen Argumenten zu überzeugen, dass alles ganz harmlos sei.

## Bühnenmusik
Für die Verführungsszene ließ Weill eigens eine Aufnahme des „Tango Angèle“ anfertigen, die er selbst dirigierte.
Bei der Aufführung wurde an der Stelle das Orchester abgeklopft und die Platte von einem Grammophon abgespielt. Der Tango wurde über die Aufführung hinaus bald zu einem beliebten Schlager.

## Tondokumente
- Tango Angèle. Saxophon-Orchester Dobbri. Beka B.6313-II (Matr. 34 538-2) aufgenommen am 11. Jänner 1928, noch vor der Uraufführung des Stückes[8]
- Tango Angele. Marek Weber und sein Orchester. „Gramola“ Record AM 1276 (Matr. BL 4015-I) (8-40 278), aufgenommen am 3. April 1928

## Notenausgabe
- Kurt Weill: Der Zar lässt sich photographieren, op. 21. Libretto/Textbuch. Universal Edition Verlags Nr. UE8965. ISBN 978-3-7024-2193-9[9]